# 평양정보기술국
평양정보기술국(Pyongyang Information Technology  Bureau)은 조선민주주의인민공화국의 소프트웨어 개발 업체이다.

## 주요 제품
- 창덕 (워드프로세서)
- 단군 (한글처리 프로그램)
- 평필 (다국어 문서편집기)
- 청류 (출판물 편집프로그램)
- 룡마 (표계산 프로그램)
- PIC 폰트집 (서체설치 프로그램)
- 삼천리 (전자지도 프로그램)
- 산악 (피복설계 프로그램)
- 백두산 (건축설계 프로그램)
- 울림 (망교환기)[1]
- 아리랑 (태블릿 PC)

## 계열사
- 평양기술총회사